# Массонов, Николай Павлович
Николай Павлович Массонов (21 октября 1905 — 17 июля 1944) — советский офицер, командир дивизии в Великой Отечественной войне. Герой Советского Союза (23.08.1944, посмертно). Полковник (1943).

## Биография
Родился 21 октября 1905 года в посёлке Васильсурск Нижегородской области в семье рабочего. Окончил три класса школы. Работал на лесосплаве с отцом. С января 1919 года служил делопроизводителем в Васильсурском уголовном розыске. С мая 1923 года был делопроизводителем в конторе Васильсурского отделения Центросоюза, с декабря 1925 — председателем местного комитета профсоюза советских торговых служащих Воротынской волости.
В Красной Армии с октября 1926 года. В 1929 году окончил Рязанскую пехотную школу имени К. Е. Ворошилова. С ноября 1929 года командовал взводом учебного отдельного пулемётного батальона на Стрелково-тактических курсах усовершенствования комсостава РККА имени III Коминтерна «Выстрел», а в 1930 году сам окончил эти курсы. С 1930 года — командир пулемётного взвода и командир взвода батальонной школы 1-го отдельного пулемётного батальона Ленинградского военного округа. С мая 1933 года служил в 30-м стрелковом полку 10-й стрелковой дивизии: помощник командира роты, командир роты, начальник штаба батальона, помощник начальника и начальник штаба полка (полк дислоцировался в Череповце, затем был переведён в Кострому). С августа 1939 года — командир 204-го стрелкового полка в Забайкальском военном округе. Член ВКП(б) с 1936 года. С июня 1940 года командовал 602-м мотострелковым полком 109-й моторизованной дивизии 5-го механизированного корпуса (с. Харанор). В конце мая 1941 года полк в составе дивизии и корпуса передан в формирующуюся в округе 16-ю армию, которая в начале июня 1941 года начала перебазирование на Украину (район Шепетовки).
С началом войны из-за катастрофического развития боевых действий в Белоруссии армию срочно передали на Западный фронт. С 10 июля 1941 года — на фронте, полк был передан в 20-ю армию и участвовал в Смоленском сражении. Весь июль полк вёл ожесточенные бои, сдерживая немецкое наступление по шоссе Минск — Москва. За эти бои был награждён своим первым орденом. В начале августа при прорыве остатков полка из очередного окружения был ранен. Переодевшись в гражданскую одежду и зарыв документы, пробирался к линии фронта в одиночку, сумел выйти в расположение советских войск только 18 января 1942 года. Находился на спецпроверке в лагере НКВД СССР в Подольске.
После завершения проверки 23 апреля 1942 года назначен командиром 766-го стрелкового полка 217-й стрелковой дивизии 49-й армии Западного фронта. В конце августа 1942 года отличился в ходе контрудара левого крыла Западного фронта в районе Сухиничи — Козельск. С декабря 1942 — заместитель командира 217-й стрелковой дивизии 16-й армии Западного фронта, участвовал в Жиздринской наступательной операции. Летом дивизия уже в 11-й гвардейской армии участвовала в Орловской наступательной операции.
С 1 сентября 1943 года — командир 217-й стрелковой дивизии на Западном, Брянском, Белорусском и 1-м Белорусском фронтах. Участвовал в Брянской, Гомельско-Речицкой наступательных операциях. За успешные действия под его командованием дивизии было присвоено почётное наименование «Унечская», она была награждена орденом Красного Знамени.

Командир 217-й стрелковой дивизии 29-го стрелкового корпуса 48-й армии 1-го Белорусского фронта полковник Н. П. Массонов сражался в Белорусской стратегической наступательной операции. На её первом этапе, в Бобруйской фронтовой операции дивизия внесла большой вклад в прорыв немецкой обороны, в форсирование реки Березина и в освобождение Бобруйска и Барановичей. О том, как это было, рассказывают строки документа военных лет: 
Командир стрелковой дивизии полковник Н. П. Массонов отличился в боях за освобождение Бобруйска. Два полка дивизии под его командованием прорвали оборону противника в районе Рогачёва и вышли к Березине в ночь 29 июня 1944 года, форсировали реку и участвовали в освобождении Бобруйска. На Бобруйском направлении дивизия уничтожила 48 танков и самоходных установок, захватила 32 миномёта, 76 автомашин, 2000 винтовок и 300 гранат противника. Уничтожены 3700 фашистов, взяты в плен полторы тысячи солдат и офицеров.
Погиб Николай Массонов 17 июля 1944 года у города Свислочь, когда при объезде частей дивизии на автомашине подорвался на мине (ныне перекрёсток улиц Пограничников и Гагарина).
За образцовое выполнение боевых заданий Командования на фронте борьбы с немецкими захватчиками и проявленные при этом отвагу и геройство, Указом Президиума Верховного Совета СССР от 23 августа 1944 года полковнику Николаю Павловичу Массонову присвоено звание Героя Советского Союза (к присвоению этого звания был представлен ещё при жизни).
За несколько дней до гибели был представлен к присвоению воинского звания генерал-майор, но из-за смерти Героя присвоение не состоялось.
Похоронен в братской могиле советских воинов в Свислочь.

## Награды
- Герой Советского Союза (23.08.1944, посмертно)
- Орден Ленина (23.08.1944, посмертно)
- Два ордена Красного Знамени (31.08.1941, 17.08.1943)
- Орден Кутузова II степени (03.06.1944)
- Орден Отечественной войны I степени (08.09.1944)
- Орден Красной Звезды (11.01.1943)

## Память
- Похоронен в братской могиле на Аллее Героев города Свислочь. Одна из улиц города носит его имя. 17 июля 2006 года на месте гибели Н. П. Массонова установлен памятный знак[4][5]. Автор — скульптор Ричард Груша.
- Бюст Н. П. Массонова в городе Свислочь (17 июля 2023)[6]. Скульптор Владимир Пантелеев, архитектор Борис Шмыга.
- В Васильсурске его именем названы улица и пионерская дружина средней школы.[7]
- В Васильсурске на здании школы укреплена мемориальная плита в честь Героя.
- В Бобруйске его именем названа улица. В её начале установлен памятный знак с портретом Героя.
- В городе Нижний Новгород имя Героя помещено на мраморной стене в Нижегородском кремле, у которой горит Вечный огонь.[8]
- Имя Н. П. Массонова носит средняя школа № 2 имени в городе Свислочь[9]. На здании школы установлена памятная доска в честь Героя. В преддверии 80-летия Великой Победы на здании школы открыт художественный мурал с изображением Н. П. Массонова (18.04.2025). В саду учреждения образования высадили 80 яблонь.[10]